# Teoría de la filiación
Teoría de la filiación —conocida alternativamente con el nombre de teoría de los grupos de descendencia o teoría de la filiación, este último concepto inadecuado, por referirse únicamente a las relaciones paternofiliales (mientras que descendencia es más amplio)— es el término con que se conoce a una corriente antropológica cuyo foco de atención lo constituyen los lazos de parentesco y su función en una sociedad. Su desarrollo está ligado con antropólogos afines al funcionalismo estructuralista, que tuvo su época de mayor apogeo en el Reino Unido durante la primera mitad del siglo XX. La principal propuesta de esta corriente de la antropología del parentesco es que el parentesco permite establecer jerarquías inmediatas en sociedades tradicionales —es decir, aquellas donde no hay una clara separación entre clases sociales—. De acuerdo con la teoría de la descendencia, la separación entre generaciones permite establecer jerarquías sociales, e impone a los parientes lazos de correspondencia entre derechos y obligaciones para con los otros miembros de la parentela.